# レアシルヴィア
レアシルヴィア (Rheasilvia) は、ベスタの表面で最も大きな構造であり、衝突クレーターであると信じられている。

## 概要

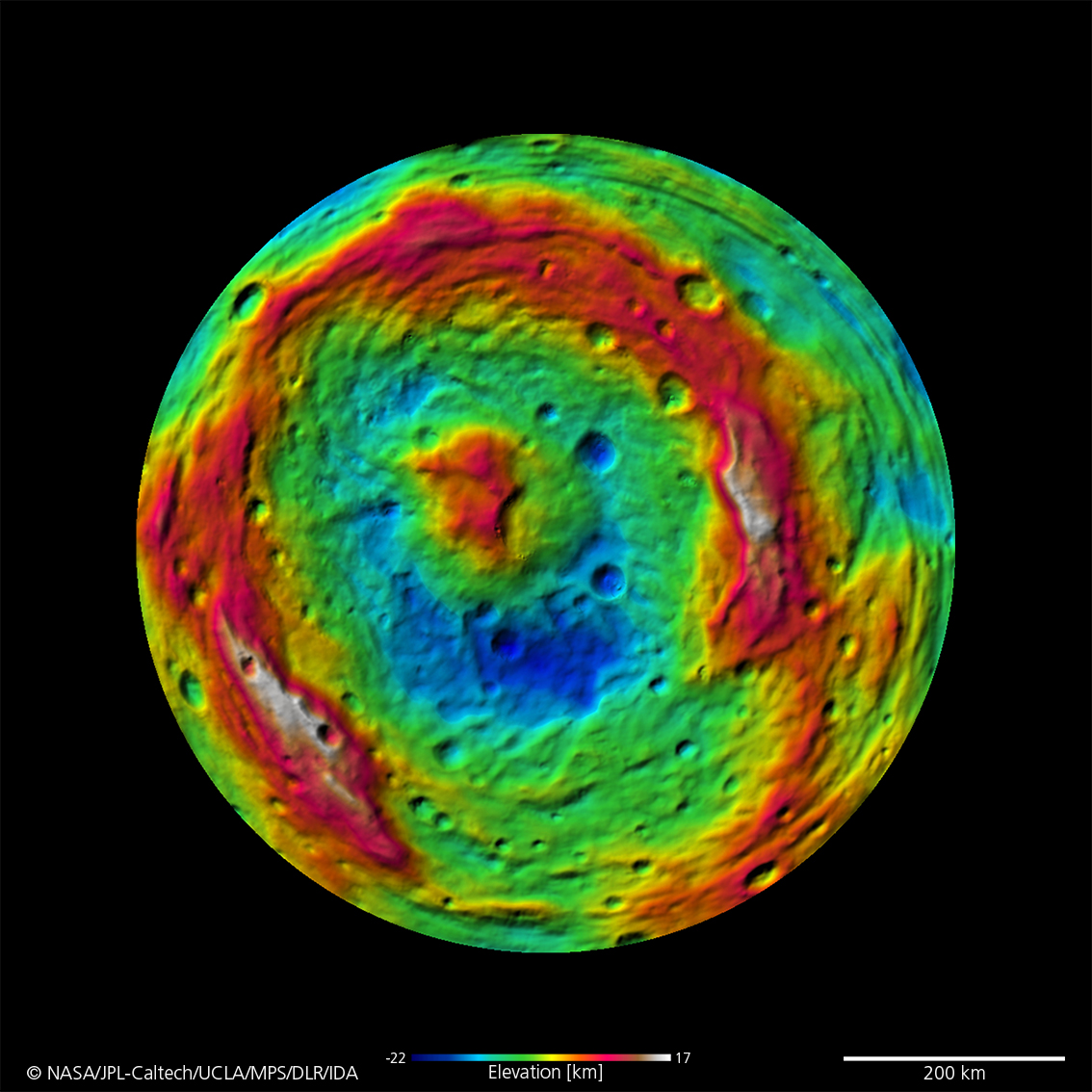
ベスタ南半球の地形図。レアシルヴィアが南半球の大部分を覆っている。

直径は505kmで、ベスタ自体の直径の90%を占め、太陽系の天体の最も大きなクレーターの1つとなっている。南緯75°に位置し、南半球の大部分を覆っている。このクレーターは、部分的に直径395kmの別のクレーターであるベネネイアを覆っている。1997年にハッブル宇宙望遠鏡の画像で発見されたが、命名されたのは、2011年にドーンが到着してからで、神話上のローマ建国者の母レア・シルウィアに因んで名付けられた。
レアシルヴィアは、外周の一部に沿って、周辺より4から12km標高が高い断崖がある。クレーターの床は、周辺より13km程度低い。この盆地の中心は盛り上がっており、直径は約200km、ふもとからの標高は22km と太陽系の中で既知の最も高い山である。ハッブル宇宙望遠鏡の画像の分光学的分析により、このクレーターは地殻のいくつかの異なる地層を貫いていることが示されており、かんらん石のスペクトルの特徴が出ていることから恐らくはマントルまで達している。
ベスタは、レアシルヴィアと同心の赤道領域に一連の谷を持つが、これらは衝突に起因する大規模構造であると信じられている。最大のDivalia Fossaは、幅約22km、長さ約465kmに達する。
この衝突は、ベスタの体積の約1%を掘り起こすほどのものだったと推測されており、ベスタ族のV型小惑星による衝突だったと考えられている。もしそうであれば、10kmもの破片が現在まで残っているという事実は、クレーターがたかだか約10億歳であることを示す。またこれはHED隕石の起源である。既知のV型小惑星は、噴出体積の6%を占め、破片の残りは恐らく小さすぎて見えないか、ヤルコフスキー効果または放射圧によって3:1のカークウッドの空隙に達して小惑星帯から除去されていると考えられている。